# Aleksander Sochaczewski
Aleksander Sochaczewski est un peintre polonais, né Lajb Sonder en 1843 à Iłów, mort en 1923 à Biedermannsdorf en Autriche.

## Œuvres

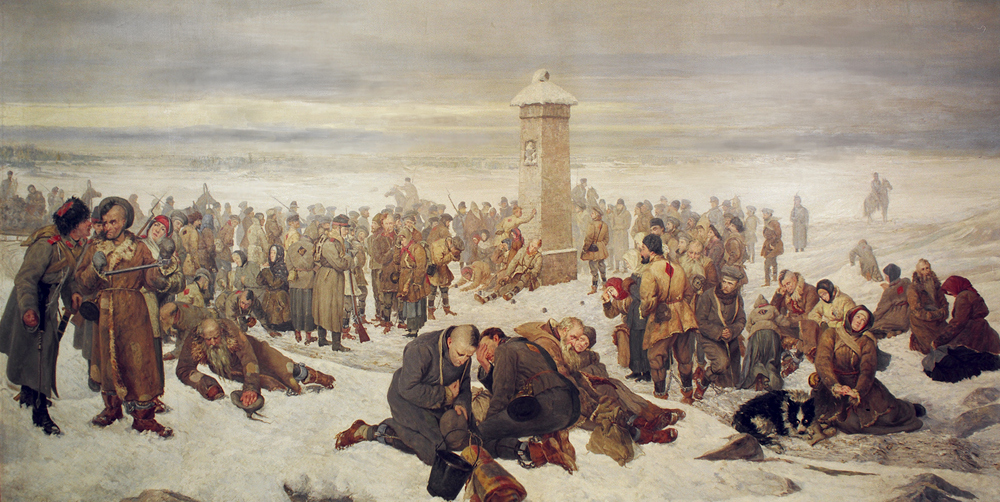
Adieu l'Europe ! Ce tableau montre l'exil de Polonais après l'Insurrection de Janvier 1863. L'obélisque qu'on voit marque la frontière entre l'Europe et l'Asie, et on peut apercevoir le peintre de cette toile, Aleksander Sochaczewski, qui fut lui aussi exilé, sur la droite[1].Voir aussi : Sybirak
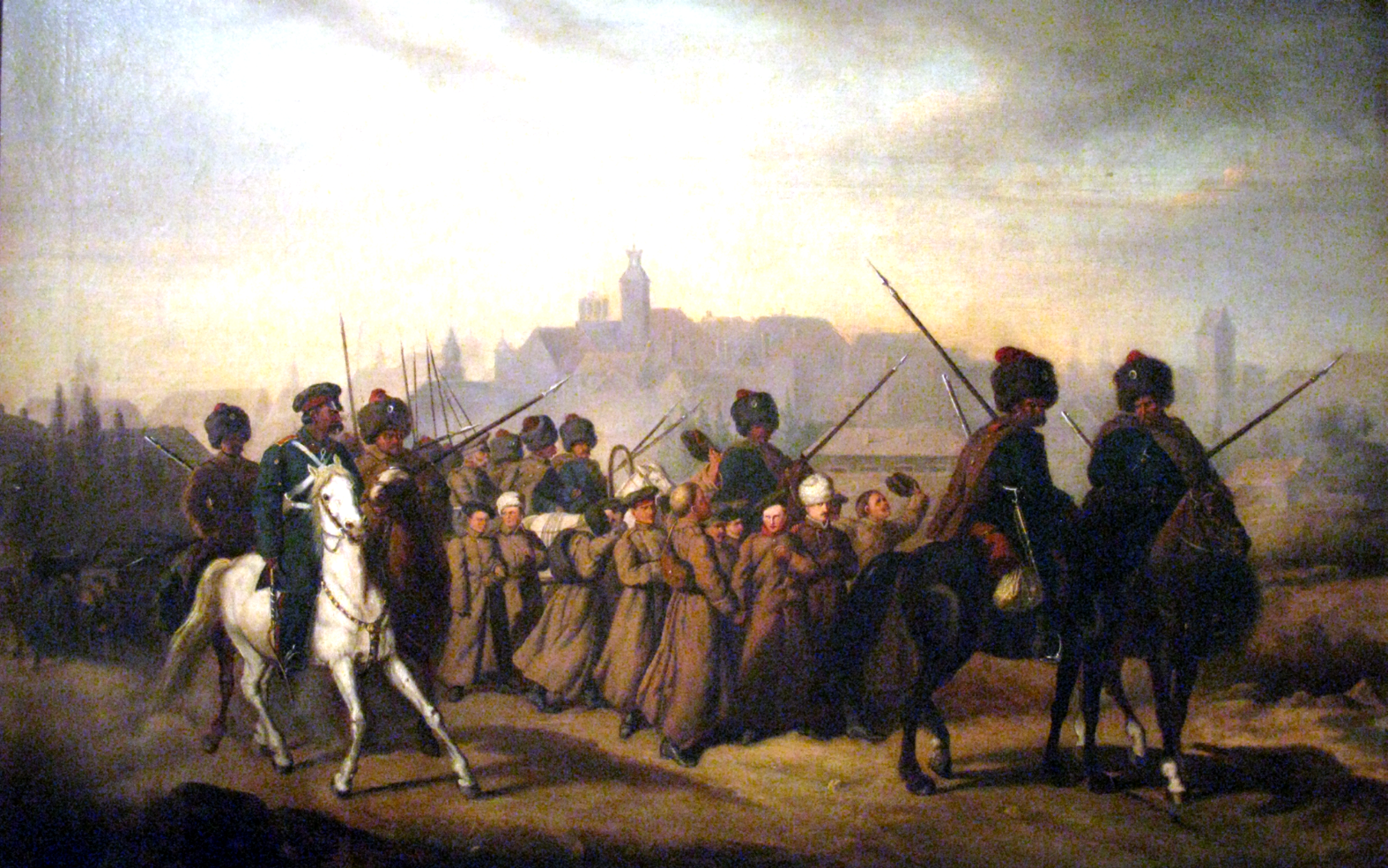
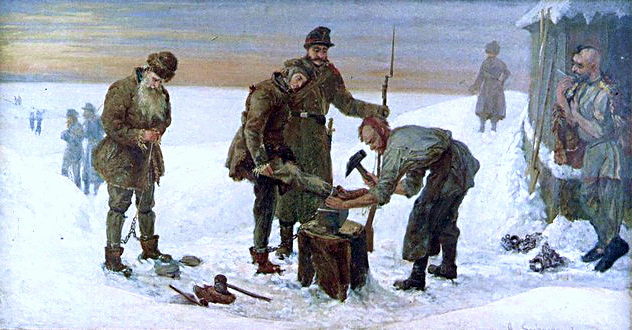
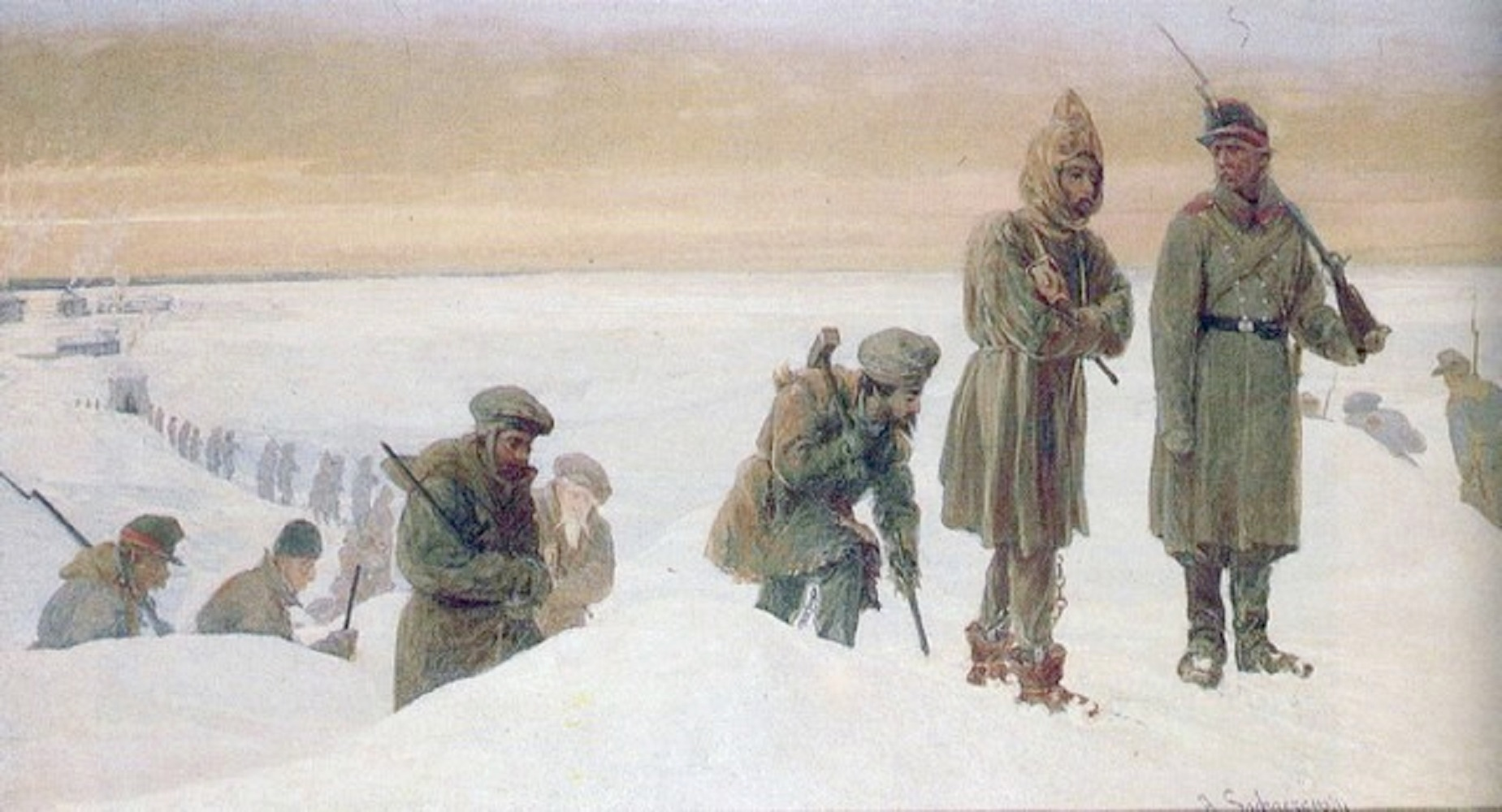